# Ireen Wüstová
Irene Karlijn „Ireen“ Wüstová (* 1. dubna 1986 Goirle) je nizozemská rychlobruslařka, několikanásobná mistryně Nizozemska, Evropy i světa a olympijská vítězka, která se pravidelně umisťuje na předních příčkách Světového poháru. Na ZOH 2022 v Pekingu se stala prvním sportovcem, který vyhrál individuální zlato na pátých olympijských hrách.

## Kariéra
Na mezinárodní úrovni se poprvé prosadila v roce 2004, kdy skončila na mistrovství světa juniorů druhá, přičemž následující rok tento šampionát již vyhrála. Na Zimních olympijských hrách 2006 v Turíně získala na trati 3000 m zlatou medaili a v závodě na 1500 m bronz. Od té doby začala vozit medaile z mistrovství Evropy i světa. Evropský vícebojařský šampionát vyhrála v letech 2008, 2013, 2014, 2015 a 2017, mistrovství světa ve víceboji v letech 2007, 2011, 2012, 2013, 2014, 2017 a 2020. Z mistrovství světa na jednotlivých tratích má kromě dalších cenných kovů již patnáct zlatých (šest ze stíhacího závodu družstev, pět z tratě 1500 m, tři z distance 3000 m a jednu ze závodu na 1000 m), z mistrovství Evropy dvě zlaté (dvě ze stíhacího závodu družstev, jednu z tratě 1500 m). Na zimní olympiádě 2010 ve Vancouveru vyhrála závod na 1500 m. Zúčastnila se Zimních olympijských her 2014, kde vybojovala stříbrné medaile na kilometru, na patnáctistovce a na pětikilometrové distanci a stala se olympijskou vítězkou na trati 3000 m a ve stíhacím závodě družstev. Ze ZOH 2018 si přivezla zlato z trati 1500 m a stříbrné medaile z distance 3000 m a ze stíhacího závodu družstev. Na Zimních olympijských hrách 2022 získala bronz ve stíhacím závodě družstev a vyhrála závod na 1500 m, čímž se po Američance Blairové na pětistovce a Pechsteinové na trati 5000 m stala třetí trojnásobnou olympijskou šampionkou v jedné disciplíně. Jako první sportovec vybojovala zlato z individuálních závodů na pěti olympijských hrách, navíc v olympijském rekordu a ve 35 letech jako nejstarší šampionka bruslařských závodů pod pěti kruhy.
Pravidelně startuje v závodech Světového poháru, v sezóně 2012/2013 zvítězila v celkovém bodování Grand World Cupu a v ročnících 2006/2007, 2013/2014 a 2019/2020 získala celkové prvenství v závodech na 1500 m.
V roce 2013 získala cenu Oscara Mathisena. V roce 2014 byla agenturou Reuters vyhlášena nejlepší sportovkyní světa.

## Osobní život
V roce 2009 se přihlásila k bisexuální orientaci, když v rozhovoru pro jeden nizozemský časopis řekla, že již delší dobu žije s přítelkyní, rychlobruslařkou Sanne van Kerkhofovou. Později se rozešly a Wüstová začala žít s přítelem. Od roku 2017 má vztah s rychlobruslařkou Letitií de Jongovou. Dne 21. dubna 2019 oznámily zasnoubení.
Wüstová média opakovaně požádala, aby se soustředila na její sportovní kariéru, a nevěnovala se jejímu osobnímu životu a sexuální orientaci.
Když ale získala zlatou medaili na Olympijských hrách v Soči, poznamenaných protesty aktivistů za práva LGBT kvůli před tím přijatému ruskému zákonu omezujícímu práva homosexuálů, mnohé sdělovací prostředky zdůraznily, že se stala první LGBTQ vítězkou v Soči.